# Taeniaptera vulgata
Taeniaptera vulgata är en tvåvingeart som beskrevs av Willi Hennig 1934. Taeniaptera vulgata ingår i släktet Taeniaptera och familjen skridflugor. Inga underarter finns listade i Catalogue of Life.